# West Goshen (California)
West Goshen è un census-designated place (CDP) degli Stati Uniti d'America, situato nello stato della California, nella contea di Tulare.